# Ottene
Con il termine ottene (o ottilene) ci si riferisce ad un qualunque alchene avente formula bruta C8H16 (ma con formule di struttura differenti) e caratterizzato dalla presenza di un doppio legame o ad una qualunque miscela di più isomeri strutturali aventi tali caratteristiche.
A seconda della posizione del doppio legame e dalla stereochimica delle catene laterali sono possibili diversi isomeri (lineari o ramificati); di relativa importanza industriale risulta essere l'1-ottene.

## Esempi di otteni

1-ottene
Isoottene
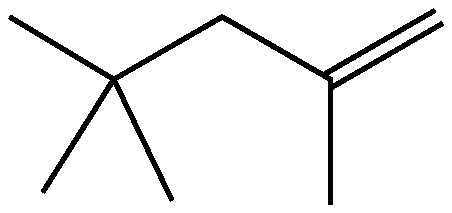
2,4,4-trimetilpent-1-ene